# Joan Plowright
Joan Plowright, Baronessa Olivier de Brighton, DBE (Brigg, Lincolnshire, Regne Unit, 28 d'octubre de 1929 - Northwood, 16 de gener de 2025) fou una actriu britànica.

## Biografia
Des de jove va manifestar interès cap al teatre, i va intervenir cap a finals dels anys quaranta en obres com Si les parets parlessin i Mayor Barbara.
Finalitzades aquestes representacions, Joan Plowright va ingressar en The Bristold Old Vic, on va romandre entre 1950 i 1952. Conclosa la seva formació professional, va contreure matrimoni amb Roger Gage. El 1954 va debutar a Londres amb The Duenna, a la qual seguirien peces com The Chairs i El gresol, basada en la peça d'Arthur Miller, en la qual s'abordava de forma metafòrica una denúncia cap a la caça de bruixes empresa pel senador McCarthy a finals dels quaranta, alhora que proposava un discurs sobre la importància de dir la veritat.
Mentrestant va iniciar els seus primers passos al cinema amb una breu actuació a Moby Dick (John Huston, 1956), i en un thriller dirigit per Joseph Lossey. Per aquestes dates es va sumar a la Companyia de Teatre Nacional.
El 1958 Joan va obtenir la seva primera candidatura als Premis Tony per l'animador, obra teatral que ella mateixa protagonitzaria al cinema al costat de Laurence Olivier el 1960, any en el qual tots dos representarien -al costat de la dona d'aquest últim (Vivien Leigh)- Rhinocero, dirigida per Orson Welles.
Aquest any, d'intensa activitat professional va coincidir amb el seu divorci. Olivier a l'any següent es va separar de Vivien i es va casar amb Joan, que s'enduria aquest any el Tony per The Taste of Honey.
El 1962 va néixer el primer fill del matrimoni, Richard Olivier. Després del part, Joan va obtenir dues ocasions de lluïment a Saint Joan, en la qual va interpretar a Joana d'Arc, i a Oncle Vania d'Anton Txejov, en la qual va incorporar a Sonya, una dona enamorada, l'ancià marit de la qual dificultava la consecució de la seva felicitat.
El 1966, després del naixement de la seva filla (Juliet Kate Olivier), va protagonitzar la versió teatral de Molt soroll per no res, en el mateix paper que un any abans Maggie Smith havia representat: Beatrice, dona d'enginy i caràcter, que al final acceptava casar-se amb el seu amic-rival Benedicto. Frank Finlay, Derek Jacobi i Robert Stephens van ser els seus companys de repartiment. Sense proposar-li-ho, Joan Plowright començava a configurar-se com una actriu destinada a interpretar a dones actives, amb capacitat per dirigir la vida dels altres, però que en el fons amagaven un cor d'or, així com Judi Dench començava a destacar-se com un rostre associat a l'alta cultura anglesa, donada la seva adscripció a peces que en aquells dies gaudien de prestigi.
A l'any següent va interpretar l'obra de Molière Tartuf, o l'impostor
El 1969, convertida ja en una actriu respectada per la crítica, va dirigir tres obres de teatre: Evasion of Women, Rites i The Travails of Sancho Panza.
El 1970 va ser dirigida pel seu marit en la pel·lícula Les tres germanes, després del rodatge de les quals va pujar de nou als escenaris amb El mercader de Venècia.
El 1975 va obtenir el seu major èxit amb La gavina, en la qual va compartir escenari amb Alan Bates i Helen Mirren.
El 1977 Joan va aconseguir una candidatura al Premi BAFTA a la millor actriu secundària per la pel·lícula Equus, en la qual va encarnar a la pacient ajudant de Richard Burton. En teatre, va estrenar Filumena, una de les seves intervencions més recordades.
El 1984 va compartir protagonisme amb Maggie Smith de l'obra The Way of The World.
El 1986 es va posar en la pell de la Poncia a la casa de Bernarda Alba, la criada testimoni de la tragèdia ideada per Federico García Lorca.
El 1989 Joan va enviduar d'Olivier. Aquest mateix any la seva carrera cinematogràfica, sempre en segon pla fins llavors, va començar a enlairar-se. En efecte, Lawrence Kasdan va sol·licitar els seus serveis per T'estimaré fins que et mati, on l'actriu es va posar en la pell d'una sogra disposada a enverinar al seu gendre (Kevin Kline) a la mínima ocasió.
Barry Levinson la va contractar el 1990 per Avalon, on va interpretar a Eva Krinchinsky, una dona polonesa establerta a Baltimore, que anys després de la Segona Guerra Mundial rep notícies d'un germà al que no coneixia. Aquest perfil que havia conreat en el teatre començava a correspondre's amb el que es llaurava en la pantalla gran. Eva Krinchisky constituïa la peça angular de la seva llar i al final de la seva vida va sofrir l'abandó de la meitat de la seva família, la qual ni tan sols va assistir al seu enterrament.
1992 va ser el seu gran any. Primer va incorporar a la dona de Stalin en un telefilm que portava el nom del dirigent rus. Després es va unir a l'elenc d'Un abril encantat, on va encarnar a Miss Fisher, una dona major aferrada al passat i que després de passar una temporada en la Toscana comprenia que havia de tornar a aprofitar el temps de què disposava, obrint-se a nova gent i experiència. Ambdues interpretacions van ser recompensades amb sengles Globus d'Or i una candidatura a l'Oscar a la millor actriu secundària, que va ser, per a sorpresa de tots els periodistes, per Marisa Tomei.
Arran de la seva renovada popularitat, Joan es va convertir en una actriu secundària freqüent en pel·lícules comercials com Daniel l'entremaliat -en la qual es va posar en la pell de l'amable senyora Wilsonn-, L'últim gran heroi -on tenia una aparició com l'afable propietària d'un cinema-, The Scarlet Letter -on era acusada de bruixa-, 101 dálmates -on donava vida a la fidel Nanny- o Sobreviure a Picasso, on va interpretar a l'àvia de Françoise Gilot, una dona preocupada pel romanç de la seva neta amb Pablo Picasso.
Els seus papers més destacats d'aquesta època van ser els duts a terme en El bec de les vides -on va encarnar a Mrs. Doggy, una dona que dominava la vida del poble i sense complexos per difamar sense pensar-li-ho-, Hotel Sorrento, i Jane Eyre, en la qual va iniciar una llarga col·laboració amb Franco Zeffirelli, qui, satisfet de la seva interpretació com Mrs. Fairfax -una majordoma que pateix en veure la turmentada vida del Senyor Rochester-, la va contractar per protagonitzar Te amb Mussolini. En aquella pel·lícula Joan va defensar el paper de Mary Wallace, una secretària que es feia càrrec de l'educació d'un nen bastard anomenat Lucca.
El 2001 va escriure les seves memòries And That's Not All i va preparar el seu retorn a les taules amb Absolutly (2003). Al cinema va executar petites comeses en Es va muntar la grossa i Callas Forever, en la qual va incorporar a la periodista Sarah Keller, una amiga de Maria Callas preocupada per l'estat anímic d'aquesta.
El 2005 va aconseguir un paper protagonista en Mrs. Palfrey At Claremont, en la qual Joan va interpretar a una dona major que entaulava una amistat amb un jove solitari. A la fi d'any, l'actriu va rebre una candidatura als Golden Satellites.

## Filmografia
| Any       | Títol                                         | Paper                  | Notes |
| --------- | --------------------------------------------- | ---------------------- | --- |
| 1951      | Sara Crewe                                    | Winnie                 | 4 episodis |
| 1954      | Sunday Night Theatre                          | Adriana                | Episodi: "The Comedy of Errors" |
| 1955      | Moby Dick—Rehearsed                           | Actriu jove/Pip        | Pel·lícula incompleta i perduda |
| 1956      | Moby Dick                                     | Dona de Starbuck       | No surt als crèdits |
| 1957      | Sword of Freedom                              | Lisa Giocondo          | Episodi: "The Woman in the Picture" |
| 1957      | Time Without Pity                             | Agnes Cole             | |
| 1959      | The School for Scandal                        | Lady Teazle            | Drama TV |
| 1960      | The Entertainer                               | Jean Rice              | |
| 1963      | L'oncle Vània                                 | Sonya                  | |
| 1969      | ITV Saturday Night Theatre: Twelfth Night     | Viola                  | Drama TV |
| 1970      | ITV Playhouse                                 | Lisa                   | Episodi: "The Plastic People" |
| 1970      | Three Sisters                                 | Masha                  | |
| 1973      | The Merchant of Venice                        | Portia                 | Drama TV |
| 1977      | Equus                                         | Dora Strang            | Nominació − BAFTA a la millor actriu secundària |
| 1978      | Daphne Laureola                               | Lady Pitts             | Drama TV |
| 1978      | Saturday, Sunday, Monday                      | Rosa                   | Drama TV |
| 1980      | The Diary of Anne Frank                       | Mrs. Frank             | Telefilm |
| 1982      | Brimstone & Treacle                           | Norma Bates            | |
| 1982      | All for Love                                  | Edith                  | Episodi: "A Dedicated Man" |
| 1982      | Britannia Hospital                            | Phyllis Grimshaw       | |
| 1983      | Wagner                                        | Mrs. Taylor            | Episodi: "1.2" |
| 1985      | Revolució (Revolution)                        | Mrs. McConnahay        | |
| 1986      | The Importance of Being Earnest               | Lady Bracknell         | Drama TV |
| 1987      | Theatre Night                                 | Meg Bowles             | Episodi: "The Birthday Party" |
| 1988      | Drowning by Numbers                           | Cissie Colpitts 1      | |
| 1988      | The Dressmaker                                | Nellie                 | |
| 1989      | And a Nightingale Sang                        | Mam                    | Telefilm |
| 1990      | Avalon                                        | Eva Krichinsky         | |
| 1990      | T'estimo fins a la mort (I Love You to Death) | Nadja                  | |
| 1990      | Sophie                                        | Sophie                 | Telefilm |
| 1991      | The House of Bernarda Alba                    | La Poncia              | Telefilm |
| 1992      | Stalin                                        | Olga                   | Telefilm Globus d'Or a la millor actriu secundària en sèrie, minisèrie o telefilm Nominació − Primetime Emmy a la millor actriu secundària en minisèrie o telefilm |
| 1992      | Driving Miss Daisy                            | Daisy Wethan           | Telefilm |
| 1992      | Un abril màgic (Enchanted April)              | Mrs. Fisher            | Globus d'Or a la millor actriu secundària Nominació − Oscar a la millor actriu secundària                                                                          |
| 1993      | Daniel, el trapella                           | Mrs. Martha Wilson     | |
| 1993      | Last Action Hero                              | Teacher                | |
| 1993      | Screen Two                                    | Mrs. Monro             | Episodi: "The Clothes in the Wardrobe" |
| 1994      | The Return of the Native                      | Mrs. Yeobright         | Telefilm |
| 1994      | A Pin for the Butterfly                       | Àvia                   | |
| 1994      | A Place for Annie                             | Dorothy                | Telefilm |
| 1994      | On Promised Land                              | Mrs. Appletree         | Telefilm |
| 1994      | El cim de les viudes (Widows' Peak)           | Mrs. Doyle-Counihan    | |
| 1995      | La lletra escarlata (The Scarlet Letter)      | Harriet Hibbons        | |
| 1995      | A Pyromaniac's Love Story                     | Mrs. Linzer            | |
| 1995      | Hotel Sorrento                                | Marge Morrisey         | |
| 1996      | 101 Dalmatians                                | Nanny                  | |
| 1996      | Surviving Picasso                             | Àvia de Françoise      | |
| 1996      | Mr. Wrong                                     | Mrs. Crawford          | |
| 1996      | Jane Eyre                                     | Mrs. Fairfax           | |
| 1997      | The Assistant                                 | Mrs. Ida Bober         | |
| 1998-1999 | Encore! Encore!                               | Marie Pinoni           | 12 episodis |
| 1998      | Aldrich Ames: Traitor Within                  | Jeanne Vertefeuille    | Telefilm |
| 1998      | This Could Be the Last Time                   | Rosemary               | Telefilm |
| 1998      | Balla amb mi (Dance with Me)                  | Bea Johnson            | |
| 1999      | Tom's Midnight Garden                         | Mrs. Bartholomew       | |
| 1999      | Tea with Mussolini                            | Mary Wallace           | |
| 2000      | Frankie & Hazel                               | Phoebe Harkness        | Telefilm |
| 2000      | Dinosaure (Dinosaur)                          | Baylene                | Veu |
| 2001      | Bailey's Mistake                              | Aunt Angie             | Telefilm |
| 2001      | Back to the Secret Garden                     | Martha Sowerby         | |
| 2001      | Scrooge and Marley                            | Narrador               | Telefilm |
| 2002      | Global Heresy                                 | Lady Foxley            | |
| 2002      | Callas Forever                                | Sarah Keller           | |
| 2003      | Bringing Down the House                       | Virginia Arness        | |
| 2003      | I am David                                    | Sophie                 | |
| 2004      | George and the Dragon                         | Mare Superiora         | |
| 2005      | Mrs. Palfrey at the Claremont                 | Mrs. Palfrey           | |
| 2006      | Goose on the Loose                            | Beatrice Fairfield     | |
| 2006      | Curious George                                | Ms. Plushbottom        | |
| 2008      | Les cròniques de Spiderwick                   | Tia Lucinda Spiderwick | |
| 2009      | Knife Edge                                    | Marjorie               | |

## Altres premis

### Premis Tony
| Any  | Categoria     | Obra de teatre   | Resultat   |
| ---- | ------------- | ---------------- | ---------- |
| 1961 | Millor actriu | A Taste of Honey | Guanyadora |
| 1958 | Millor actriu | L'animador       | Candidata  |